# Гарус

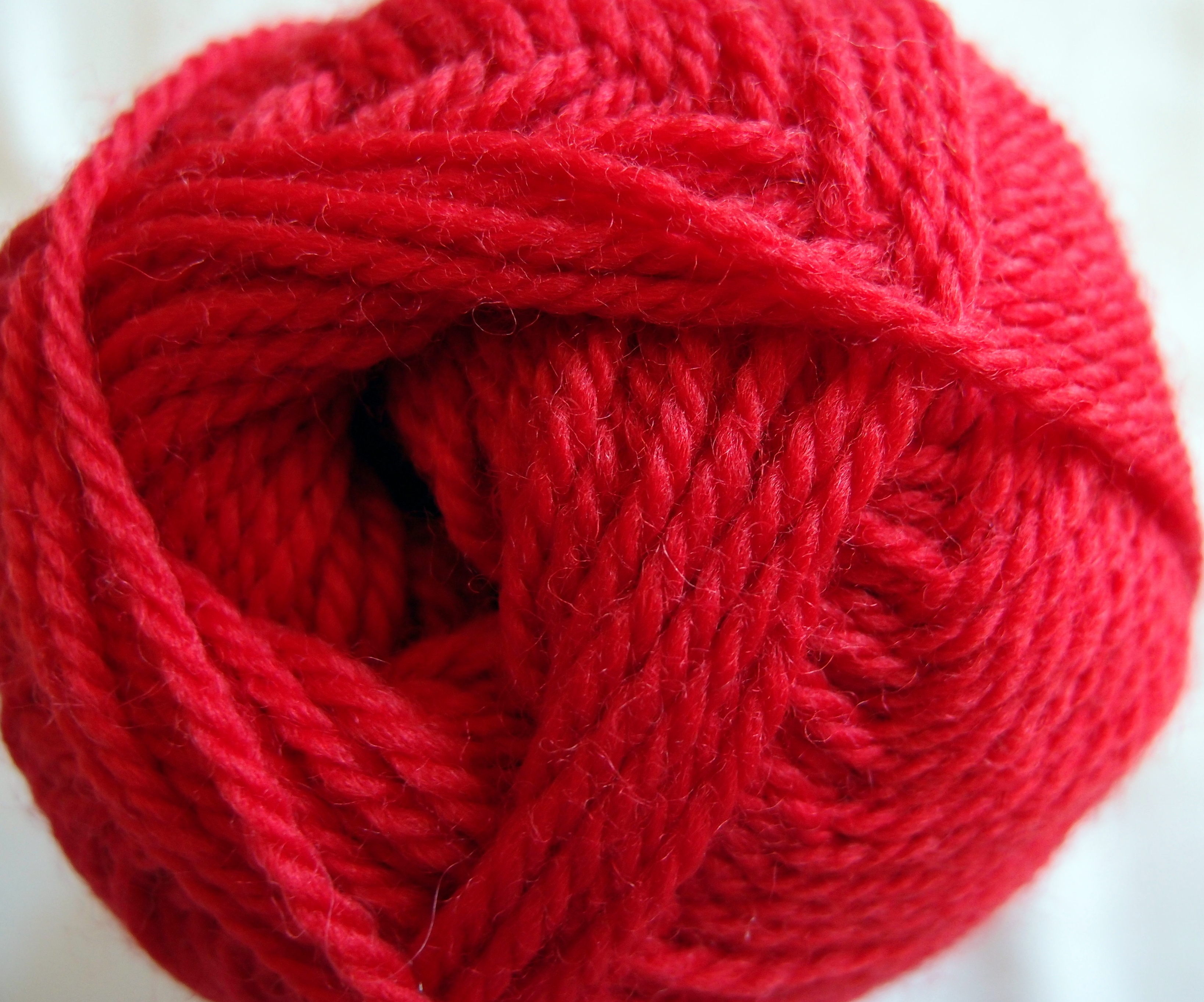
Клубок вовняного гарусу

Га́рус (пол. harus, від нім. Haar — «волосся», «вовна»), заст. заволічка, волічка — рід старовинної вовняної або бавовняної пряжі двох видів:
- Бавовняна набивна тканина, схожа на вовну, з низькосортної бавовни з дрібним друкованим візерунком по обидва боки, міцна, жорстка і груба на дотик.
- Вовняна пряжа для вишивання, в'язання і виготовлення грубих тканин.

З полотняного гарусу виготовлялися домашні жіночі сукні, з вовняного гарусу — грубі тканини для верхнього одягу.

## Використання
У XVIII столітті використовувався для оздоблення одностроїв військовиків та чиновників невисокого рангу. Наприклад, з гарусу робили погони, еполети та аксельбанти.